# Osmoderma eremicola
Osmoderma eremicola är en skalbaggsart som beskrevs av August Wilhelm Knoch 1801. Osmoderma eremicola ingår i släktet Osmoderma och familjen Cetoniidae. Inga underarter finns listade i Catalogue of Life.